# Jean-Jacques Séguier de La Verrière
Jean-Jacques Séguier de La Verrière (* um 1606 in Paris; † 8. November 1689 in La Verrière) war ein französischer Bischof.

## Leben
Jacques Séguier stammte aus einer Nebenlinie der zum höchsten Pariser Amtsadel gehörenden Familie Séguier und war ein Verwandter des Kanzlers Pierre Séguier. Er wurde um 1606 in Paris geboren als Sohn des Wasser- und Forstbeamten Jacques Séguier und seiner Frau Marguerite Tardieu, der Tochter eines königlichen Sekretärs. Der Vater wurde 1636, wahrscheinlich durch den Einfluss des Kanzlers, zum Staatsrat ernannt.
Séguier absolvierte seine Studien in Paris, wurde im Januar 1637 Magister Artium, im Juni 1637 Bakkalaureus der Theologie und 1644 als Neuntbester seines Jahrgangs Lizentiat. Wahrscheinlich ist er während dieser Jahre Direktor des Pariser Collège Fortet gewesen. Am 4. Juli 1644 wurde er von der Pariser Fakultät zum Doktor der Theologie promoviert. Seit Anfang 1635 Kanoniker in Chartres, wechselte er dann in gleicher Funktion an die Kathedrale Kathedrale Notre-Dame de Paris, wo er auch die Funktion des théologal (Theologielehrer) übernahm.

### Bischof von Lombez
Für den Bischofsstuhl der seit 1657 vakanten Diözese Lombez in der Gascogne war er nicht die erste Wahl; er erhielt ihn erst, nachdem zwei früher nominierte Kandidaten vor der Besitzergreifung verstorben waren. Am 6. August 1662 von Bischof Dominique de Ligni von Meaux in der Kapelle der Sorbonne zum Bischof geweiht, erwies er sich in seiner achtjährigen Amtszeit dennoch als würdiger, Armand Jean sagt sogar „heiligmäßiger“ (saintement), Oberhirte. Er gehörte zu den sieben von Papst Alexander VII. bestimmten Prälaten, die die Untersuchung gegen die des Jansenismus beschuldigten Bischöfe von Beauvais (Nicolas Choart de Buzenval), Angers (Henri Arnauld), Alet (Nicolas Pavillon) und Pamiers (François de Caulet) zu führen hatten.

### Bischof von Nîmes
Mit königlichem Patent vom 5. Januar 1671 auf den durch den Tod Denis Cohons 1670 vakant gewordenen Bischofsstuhl von Nîmes (damals Nismes geschrieben) transferiert, aber erst am 24. August 1671 präkonisiert, legte er im September den Treueid ab und nahm die Diözese im Dezember in Besitz. Auch diese Diözese führte er mit Hingabe, führte Visitationen und Reformen durch und legte am 23. Oktober 1673 den Grundstein für die Jesuitenkirche. 1679 beteiligte er sich maßgeblich an der Gründung des Allgemeinen Krankenhauses, ferner gründete er ein Knabenseminar und eine Pfandleihanstalt (Mont-de-Piété), die aber beide nicht über seine Amtszeit hinaus Bestand hatten. Am 29. September 1685 bezog er das neu errichtete Bischofspalais, nachdem die Bischöfe von Nîmes fast ein Jahrhundert lang im Kloster Saint-Baudile gelebt hatten. 1686 holte er die Schwestern der königlichen Schulen (Sœurs des Écoles Royales) nach Nîmes.

### Rücktritt
Séguier demissionierte 1687. Als Gründe für diesen Schritt werden genannt seine Ablehnung der vier gallikanischen Artikel von 1682 im sog. Regalienstreit Ludwigs XIV. mit dem Papst oder Schwierigkeiten, das Hugenottenproblem in der Diözese zu lösen, nachdem König Ludwig im Oktober 1685 das Edikt von Nantes aufgehoben hatte. Wahrscheinlich spielte auch sein hohes Alter von 80 Jahren eine Rolle. Als Kompensation erhielt er die Abteien Notre-Dame de Lyre (OSB) im Bistum Évreux und Notre-Dame de Livry (OSA) bei Paris und mehrere Pensionen für Familienmitglieder.
Zu seinem Nachfolger wurde sofort Esprit Fléchier (1692–1710) bestimmt, der aber wegen des Regalienstreits die päpstliche Bestätigung vorläufig nicht erhielt. Séguier setzte ihn daher pro forma als seinen Generalvikar ein, bevor er am 4. September 1687 Nîmes verließ. Er ging zunächst nach Paris, wo er im folgenden Jahr an der Generalversammlung des französischen Klerus teilnahm, dann auf das Gut seiner Familie, La Verrière, wo er am 8. November 1689 starb. Er wurde in der Kapelle der Familie in der Pfarrkirche von Le Mesnil-Saint-Denis beigesetzt. Die 1682 gegründete Académie de Nîmes, deren Anerkennung durch Ludwig XIV. er vermittelt hatte, würdigte seine Verdienste 1690 in einer öffentlichen Sitzung.